# 466
466 (CDLXVI) je bilo navadno leto, ki se je po julijanskem koledarju začelo na soboto.

## Dogodki
- 1. januar

## Rojstva
- 24. december - Klodvik I., kralj Frankov († 511)

Neznan datum
- Alarik II., kralj Vizigotov († 507)